# منزل غلبتان
منزل غلبتان (بالفارسية: خانه گلبتان) هو منزل تاريخي يعود إلى عصر القاجاريون، ويقع في مدينة كنك.